# Jean-Jacques Perron
Pour les articles homonymes, voir Perron.
Jean-Jacques Perron, né le 24 décembre 1935 à Hyères et mort dans la même ville le 5 octobre 1978, est un homme politique français.

## Détail des fonctions et des mandats
Mandat parlementaire
- 25 septembre 1977 - 5 octobre 1978 : Sénateur du Var

Mandat local
- 1977 - 1978 : Maire d'Hyères